# Вигадо

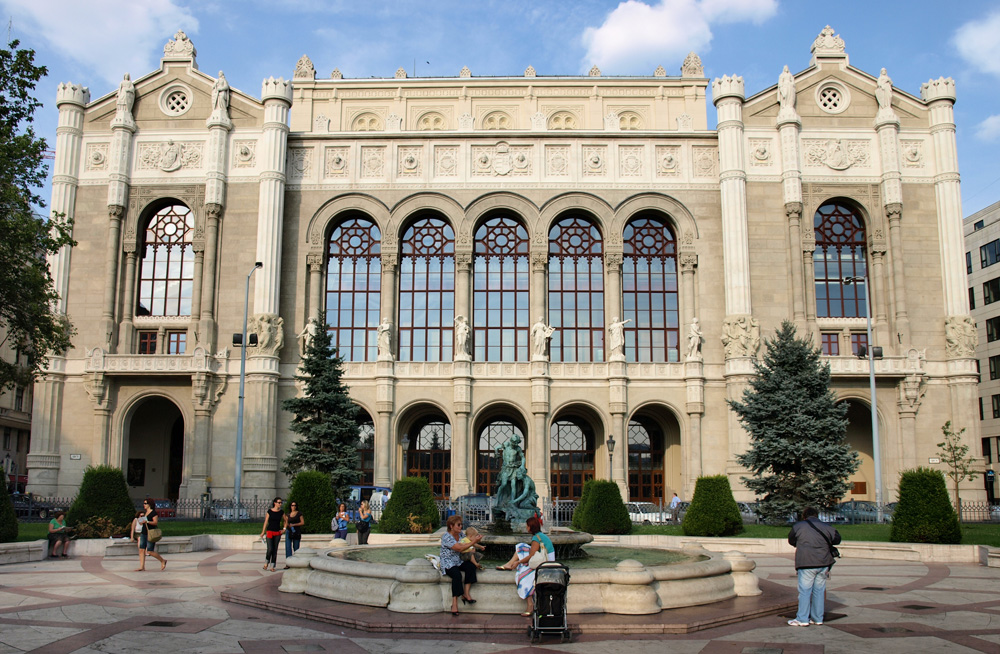
Концертный зал «Вигадо»

«Вигадо» (венг. Vigadó, vigad — «устраивать бал, веселиться»; также известно как «Редут» от нем. Redoute — «бал-маскарад, танцевальный зал») — второй по величине концертный зал Будапешта. Расположен на набережной Дуная на площади Вигадо. Здание по проекту Фридьеша Фесля было построено в середине XIX века на месте Бального зала («Редута») Михая Поллака, сгоревшего во время антигабсбургского восстания в результате обстрела австрийской артиллерией, и открылось в 1865 году.
Великолепный фасад концертного зала с венгерским гербом по центру украшен статуями и бюстами танцоров, монархов и иных видных деятелей Венгрии. Центральный вестибюль «Вигадо» примечателен фресками работы Мора Тана и Кароя Лотца. Сцена концертного зала помнит таких мировых знаменитостей, как Лист, Вагнер и Брамс. В двухуровневой галерее концертного зала работают выставки современного венгерского искусства. Во время Второй мировой войны здание сильно пострадало и открылось после реконструкции в 1980 году.